# Hamburger Umweltinstitut
Das Hamburger Umweltinstitut e. V. (HUI) ist ein gemeinnütziger Verein aus Hamburg zur wissenschaftlichen Bearbeitung von Umweltthemen. Basierend auf den Erfahrungen verschiedener wissenschaftlicher Fachrichtungen will das Institut praktikable ökologische Lösungen propagieren.
Das Institut wurde 1989 von Michael Braungart und Monika Griefahn gegründet. Es trägt sich durch Spenden und ehrenamtliche Mitarbeit von Fachleuten. 
Die einflussreichsten und über einen langen Zeitraum laufenden Projekte sind 
- das Projekt „Nährstoffrückgewinnung durch Biomasse“ zur Abwasserreinigung in tropischen und subtropischen Regionen (seit 1990),
- das „Top50-Projekt“ zur Bewertung des Umweltverhaltens der 50 weltweit größten Chemie- und Pharmaunternehmen (seit 1992) sowie
- das Projekt „Primitives Produktdesign“ zu Chemikalien-Ausgasungen aus komplexen Produkten des alltäglichen Gebrauchs.